# Summarn kummar
Summarn kummar var ett underhållningsprogram som sändes i Sveriges Television under fyra fredagskvällar i juli 1985. 
Programmet leddes av Tommy Wahlgren och spelades in på hotell Nya Snäck i Visby.
|   | Datum        | Gäster                                                                                         |
| - | ------------ | ---------------------------------------------------------------------------------------------- |
| 1 | 5 juli 1985  | Susanne Alfvengren, Hjördis Petterson, Olof Buckard och Di sma undar jårdi                     |
| 2 | 12 juli 1985 | Lili & Susie, Babben Larsson, Galenskaparna och After Shave, och Bortalaget                    |
| 3 | 19 juli 1985 | Herreys, Basse Wickman, The Walkers, Håkan Loob samt tennisstjärnorna Stan Smith och Tom Okker |
| 4 | 26 juli 1985 | Lotta Hedlund, Hayati Kafe, Graham Tainton, Ulla Jones, Alice Timander och Hans Bratt          |